# Estación de Portas do Mar
El Apeadero de Portas do Mar fue una plataforma ferroviaria de la Línea del Algarve, que servía a la zona de Portas do Mar, en la ciudad de Faro, en Portugal.

## Historia
El tramo entre Faro y Olhão, donde se situaba este apeadero, fue abierto a la explotación el 1 de mayo de 1904.